# Silvana Robles
Silvana Robles Araujo, née le 6 novembre 1984 dans la province de Chanchamayo, est une chirurgien-dentiste et femme politique péruvienne. Elle est congressiste depuis le 26 juillet 2021 et ministre de la Culture entre le 25 novembre et 7 décembre 2022 dans le cinquième gouvernement de Pedro Castillo.

## Biographie

### Études et parcours professionnel
Silvana Robles est née dans la province de Chanchamayo le 6 novembre 1984. En 2017, elle sort diplômée en tant que chirurgien-dentiste de l'Université Alas Peruanas (es).
Elle possède une carrière en soins infirmiers techniques à l'Institut technologique La Merced. Elle a également été directrice générale de Dentica Med SRL. En 2020, elle a exercée sa carrière professionnelle dans le réseau de santé de Chanchamayo, sa province d'origine.

### Parcours politique

#### Députée
Lors des élections générales de 2021, elle est candidate avec le parti de gauche Pérou libre dans la région de Junín, elle est élue membre du Congrès.
Silvana Robles n'est pas en faveur d'un recentrage du gouvernement vers la gauche modérée, puisque lors de la nomination Mirtha Vásquez au sein du deuxième gouvernement de Pedro Castillo, elle critique la nomination de cette dernière, issue du parti de gauche modérée du Front large, et évoque un « suicide politique » de Pedro Castillo lors de la nomination du gouvernement.
Lors de sa nomination en tant que ministre, elle est l'une des quinze dernières membre du Congrès étant restée au sein du groupe parlementaire de Pérou libre, depuis les différentes scissions entre le Pérou démocratique et le Bloc enseignant de Concertation nationale.

#### Ministre de la Culture
Le 25 novembre 2022, Silvana Robles est nommée Ministre de la Culture dans le cinquième gouvernement de Pedro Castillo, elle succède à Betssy Chávez. 
Lors de sa prestation de serment, elle prononce la phrase en langue Ashaninka puis en espagnol, « Ari namabendi kotakari noshaninkape. Por los pueblos originarios de nuestro Perú, sí juro »[Traduire passage], réaffirmant la diversité indigène du Pérou, et dont s'occupe son ministère.